# USS Raritan (1843)
El USS Raritan fue una fragata de la Armada de los Estados Unidos, una de las últimas a vela que navegaron bajo esa bandera y la primera de ese nombre.

## Historia
Su construcción fue ordenada en 1820 pero recién el 13 de junio de 1843 fue botada en los astilleros de la Armada en Filadelfia.
El 20 de febrero de 1844 al mando del capitán Francis H. Gregory abandonó Nueva York y puso rumbo al Atlántico Sur para unirse a la División Naval de Brasil (Brazil Squadron) con base en Río de Janeiro. Destinada a la estación naval de su país en el Río de la Plata junto a la fragata USS Congress (52 cañones) y al bergantín USS Bainbridge (12 carronadas de 32).
En septiembre regresó a Río para recoger al nuevo encargado de negocios estadounidense ante la Confederación Argentina William Brent Jr. y al nuevo jefe de la División Naval de Brasil, comodoro Daniel Turner (1794-1850). En Río, el 21 de octubre Turner tuvo conocimiento de los hechos que se conocerían como el Incidente del USS Congress, la injustificada agresión de la flota de los Estados Unidos a la escuadra de la Confederación Argentina que bloqueaba el puerto de Montevideo, protagonizada por el comandante del Congress Philip Falkerson Voorhees.
El Raritan se convirtió entonces en buque insignia del comodoro Turner, quien se dirigió rápidamente a Montevideo para intentar preservar las relaciones entre ambos países. Resuelto el conflicto, continuó como insignia de Turner hasta su regreso en noviembre de 1845.
Con base en Pensacola, Florida, el Raritan sirvió en el Home Squadron y participó de las operaciones de bloqueo de la costa oriental de México durante la guerra entre ese país y los Estados Unidos. 
Como insignia del comodoro David Conner, junto al USS Potomac, desembarcó 500 hombres en Port Isabel en mayo de 1846. En marzo de 1847 intervino en desembarcos en Veracruz, en abril en las operaciones sobre Tuxpan y en junio en el desembarco de fuerzas estadounidenses en Tabasco.
Pasó luego a los astilleros de Norfolk hasta 1849, cuando pasó a servir sucesivamente como insignia del West Indies Squadron y del Home Squadron. En 1850 fue transferido al Océano Pacífico para operar entre el Cabo de Hornos y Panamá. Arribó a Valparaíso en junio de 1851, y operó con base en ese puerto hasta octubre de 1852. Durante su estancia, el 31 de agosto de 1851, el buque mercante británico Governor Davis encalló en el paso de Boguerón. Los intentos del Raritan por reflotarlo resultaron infructuosos y fue abandonado. De regreso a los Estados Unidos permaneció en reserva en Norfolk hasta ser destruido el 20 de abril de 1861 por las fuerzas de la Unión durante la evacuación de dicho astillero en el marco de la Guerra de Secesión.